# Jon Eilert Bøgseth
Jon Eilert Bøgseth (ur. 22 lutego 1959) – norweski skoczek narciarski. Najlepsze wyniki w Pucharze Świata osiągnął w sezonie 1980/1981, kiedy zajął 15. miejsce w klasyfikacji generalnej.

## Puchar Świata w skokach narciarskich

### Miejsca w klasyfikacji generalnej
- sezon 1980/1981: 15
- sezon 1982/1983: 19

#### Miejsca na podium w zawodach indywidualnych chronologicznie
1. Chamonix – 26-02-1981 (2. miejsce)